# Łochów
Łochów è un comune urbano-rurale polacco del distretto di Węgrów, nel voivodato della Masovia.
Ricopre una superficie di 194,98 km² e nel 2004 contava 17 446 abitanti.

## Villaggi
Oltre al centro abitato di Łochów il comune comprende i villaggi e insediamenti di: Baczki, Barchów, Brzuza, Budziska, Burakowskie, Dąbrowa, Gwizdały, Jasiorówka, Jerzyska, Kalinowiec, Kaliska, Kamionna, Karczewizna, Laski, Łazy, Łojew, Łopianka, Łosiewice, Majdan, Matały, Nadkole, Ogrodniki, Ostrówek, Pogorzelec, Samotrzask, Szumin, Twarogi, Wólka Paplińska, Zagrodniki e Zambrzyniec.